# Kade Point
Der Kade Point ist eine Landspitze an der Südküste Südgeorgiens im Südatlantik. Sie liegt zwischen dem Eisfjord und dem Wilson Harbor.
Der Name der Landspitze ist seit der Zeit um das Jahr 1912 etabliert. Der genaue Benennungshintergrund ist unbekannt.